# Bătălia de la Larga
Bătălia de la Larga a a avut loc între 65.000 de tătari crimeeni (cavalerie) și 15.000 de otomani (infanterie) sub conducerea lui Kaplan Ghirei și 38.000 de ruși sub feld-mareșalul Rumeanțev pe malurile râului Larga (afluent al Prutului, azi Republica Moldova) pe 7 iulie 1770. Bătălia s-a desfășurat în aceeași zi cu Bătălia de la Çeșme. Bătălia a fost o victorie decisivă pentru rușii care au capturat 33 de tunuri turcești și tabăra mare a inamicului. Pentru această victorie, Rumeanțev a fost decorat cu Ordinul Sfântului Gheorghe din I grad. Două săptămâni mai târziu, rușii au marcat o victorie și mai mare în bătălia de la Cahul.

## Consecințe
Victoriile de la Larga și Cahul (ulterior) au schimbat situația strategică în favoarea Rusiei. În septembrie 1770, a fost cucerită Tighina. Apoi au capitulat cetățile Ismail, Chilia, Cetatea Albă și Ibrail. După aceasta, operațiunile militare au continuat pe teritoriul Bulgariei. La 21 iulie 1774, Rusia și Poarta Otomană semnează Pacea de la Kuciuk-Kainargi. Tratatul conținea 16 prevederi favorabile Moldovei și Țării Românești. În decembrie 1774, rușii se retrag. Moldova și Țara Românească rămânând în continuare sub turci.